# Alfa Sagittae
Alfa Sagittae (α Sge, Sham) – gwiazda w gwiazdozbiorze Strzały. Jest odległa od Słońca o ok. 425 lat świetlnych.

## Nazwa
Gwiazda ta ma tradycyjną nazwę Sham, która wywodzi się od arabskiego ‏سهم‎ sahm, co oznacza „strzała” i było dawniej odnoszone do całej konstelacji. Choć jej oznaczenie Bayera to Alfa Sagittae, jest ona zaledwie trzecia co do jasności w gwiazdozbiorze. Międzynarodowa Unia Astronomiczna zatwierdziła użycie nazwy Sham dla określenia tej gwiazdy.

## Charakterystyka
Sham to żółty, jasny olbrzym należący do typu widmowego G1. Temperatura jego powierzchni to około 5400 K, podobna do temperatury fotosfery Słońca. Jest on jednak 340 razy jaśniejszy i ma promień równy około 20 promieni Słońca. Jest ona w nietypowym stadium ewolucji, w luce na diagramie Hertzsprunga-Russella, w której znajduje się niewiele gwiazd (innymi słowy niewiele gwiazd ma równocześnie taką temperaturę i jasność). Skład chemiczny tej gwiazdy odbiega od słonecznego, jest on wzbogacony w azot, co oznacza, że gwiazda ta przeszła już przez fazę pojaśnienia i zachodzą już w niej reakcje syntezy helu. Gwiazdy o podobnej temperaturze i jasności są zwykle cefeidami, jednak Sham nią nie jest.
Alfa Sagittae ma trzech słabych optycznych kompanów. Składnik B jest odległy o 28,9 sekundy kątowej (pomiar z 2015 r.) i ma obserwowaną wielkość gwiazdową 13,2m. Składnik C dzieli od olbrzyma 35,4″ (pomiar z 2013 r.), ma on wielkość 14,9m. Składnik D jest oddalony o 82,6″ (pomiar z 2013 r.) i ma wielkość 11,21m.